# Sociedad Filarmónica de Pontevedra
La Sociedad Filarmónica de Pontevedra es una asociación cultural fundada en 1921, cuya misión es el cultivo y fomento del arte musical en la ciudad española de Pontevedra. Se dedica a la organización de conciertos instrumentales y vocales, promoviendo el acceso de la ciudadanía a la música clásica de alta calidad.

## Historia
La Sociedad Filarmónica de Pontevedra fue fundada el 21 de febrero de 1921 por un grupo de pontevedreses comprometidos con la difusión de la música culta. Entre los socios fundadores destacaron Javier Pintos Fonseca, Antonio Losada Diéguez, Luis Sobrino, Emilio Quiroga Losada, Ricardo Sampedro, Antonio Iglesias Vilarelle y Octavio Pintos Lois. La primera junta directiva fue presidida por ingeniero Rafael Areses Vidal. En pocas semanas, la entidad contaba ya con 197 socios de número, lo que le permitió organizar su primera temporada de conciertos con artistas de alto nivel. El 26 de marzo de 1921 organizó su primer concierto a cargo del Cuarteto Rosé de Viena.
Ese mismo año, se adquirió en Leipzig un piano de cola Blüthner, el primero de su tipo en la ciudad, gracias a la gestión del pianista José Cubiles. El instrumento fue estrenado el 27 de octubre de 1921 por Marta Leman y el violinista Manuel Quiroga, nombrado esa noche presidente honorario de la sociedad. En su primera temporada, actuaron en Pontevedra artistas y conjuntos de prestigio como la Orquesta Sinfónica de Madrid, el propio José Cubiles y el violonchelista Gaspar Cassadó. El anagrama de la Sociedad fue diseñado por Castelao.
Desde su fundación, la Filarmónica ha mantenido una actividad ininterrumpida, atrayendo a figuras como Andrés Segovia, Clara Haskil, Alicia de Larrocha, Christian Ferras, Henryk Szeryng o I Musici, y orquestas de primer nivel. En 1971, recibió la Medalla de Plata de la Ciudad por su 50 aniversario. A lo largo del tiempo, la sociedad cambió varias veces de sede. Inicialmente ofrecía sus conciertos en el Teatro Principal, gracias al apoyo del empresario teatral Isaac Fraga Penedo, que fue nombrado socio honorario. En 1977, la actividad pasó a la sede de la Delegación Provincial de Cultura de la calle de Benito Corbal y en 1990 al entorno del chalet de Fontoira. En 1994, tras la rehabilitación del Teatro Principal, la sociedad recuperó su sede original en los bajos de este histórico edificio.
El 3 de febrero de 2011, la Sociedad celebró su concierto número 1 000, a cargo de la Orquesta Sinfónica de Galicia bajo la dirección de Carlo Rizzi. En 2021, la Sociedad Filarmónica de Pontevedra celebró su centenario, reafirmando su papel como referente cultural en Galicia.

## Presidentes
- Rafael Areses Vidal (1921 – 1926): primer presidente tras la fundación, junto a su junta directiva inaugural.
- José Blein Llinás (1926 – 1931)
- Leocadio López y López (1931 – 1949)
- José Lino Sánchez (1949 – 1956)
- Celestino Fontoira Peón (1956 – 1984)
- José Luis Fernández Sieira (1984 – 1994).
- Gonzalo Martínez Lourido: presidente actual (2009 –).[1]

## Condecoraciones
- Medalla de Plata de la Ciudad de Pontevedra (26 de noviembre de 1971): otorgada por el Ayuntamiento en su 50º aniversario, reconocimiento a su trayectoria cultural.
- Placa de Honor de los Amigos de Pontevedra (1977): distinción concedida por la asociación local por su labor continuada.
- Premios especiales de los Amigos de Pontevedra (2022): junto con otras entidades decanas de la ciudad, recibió un galardón especial en el 100º aniversario de la Sociedad.[8]